# Корал-Террас
Корал-Террас (англ. Coral Terrace) — статистически обособленная местность, расположенная в округе Майами-Дейд (штат Флорида, США) с населением в 24 380 человек по статистическим данным переписи 2000 года.

## География
По данным Бюро переписи населения США статистически обособленная местность Корал-Террас имеет общую площадь в 8,81 квадратных километров, водных ресурсов в черте населённого пункта не имеется.
Статистически обособленная местность Корал-Террас расположена на высоте 1 м над уровнем моря.

## Демография
| Год переписи        | Нас.  |  | %±   |
| ------------------- | ----- |  | ---- |
| 1980                | 22702 |  | —    |
| 1990                | 23255 |  | 2,4% |
| 2000                | 24380 |  | 4,8% |
| 1980–2000 Источник: |       |  |      |

По данным переписи населения 2000 года в Корал-Террас проживало 24 380 человек, 6171 семья, насчитывалось 7744 домашних хозяйств и 7955 жилых домов. Средняя плотность населения составляла около 2767,31 человек на один квадратный километр. Расовый состав населённого пункта распределился следующим образом: 93,06 % белых, 1,15 % — чёрных или афроамериканцев, 0,10 % — коренных американцев, 0,53 % — азиатов, 0,01 % — выходцев с тихоокеанских островов, 2,31 % — представителей смешанных рас, 2,84 % — других народностей. Испаноговорящие составили 82,10 % от всех жителей статистически обособленной местности.
Из 7744 домашних хозяйств в 29,3 % воспитывали детей в возрасте до 18 лет, 58,3 % представляли собой совместно проживающие супружеские пары, в 15,6 % семей женщины проживали без мужей, 20,3 % не имели семей. 15,4 % от общего числа семей на момент переписи жили самостоятельно, при этом 8,1 % составили одинокие пожилые люди в возрасте 65 лет и старше. Средний размер домашнего хозяйства составил 3,07 человек, а средний размер семьи — 3,30 человек.
Население статистически обособленной местности по возрастному диапазону по данным переписи 2000 года распределилось следующим образом: 20,3 % — жители младше 18 лет, 6,7 % — между 18 и 24 годами, 27,8 % — от 25 до 44 лет, 24,6 % — от 45 до 64 лет и 20,6 % — в возрасте 65 лет и старше. Средний возраст жителей составил 41 год. На каждые 100 женщин в Корал-Террас приходилось 89,6 мужчин, при этом на каждые сто женщин 18 лет и старше приходилось 85,2 мужчин также старше 18 лет.
Средний доход на одно домашнее хозяйство статистически обособленной местности составил 38 523 доллара США, а средний доход на одну семью — 39 624 доллара. При этом мужчины имели средний доход в 26 846 долларов США в год против 23 190 долларов среднегодового дохода у женщин. Доход на душу населения статистически обособленной местности составил 38 523 доллара в год. 8,6 % от всего числа семей в населённом пункте и 11,2 % от всей численности населения находилось на момент переписи населения за чертой бедности, при этом 9,1 % из них были моложе 18 лет и 12,8 % — в возрасте 65 лет и старше.